# سن جونز (ایندیانا)
سن جونز (به انگلیسی: Saint Johns) یک منطقهٔ مسکونی در ایالات متحده آمریکا است که در شهرستان دیکلب، ایندیانا واقع شده‌است. سن جونز ۲۶۲٫۱۳ متر بالاتر از سطح دریا واقع شده‌است.